# Malanea boliviana
Malanea boliviana är en måreväxtart som beskrevs av Paul Carpenter Standley. Malanea boliviana ingår i släktet Malanea och familjen måreväxter. Inga underarter finns listade i Catalogue of Life.